# Паркувальний радар

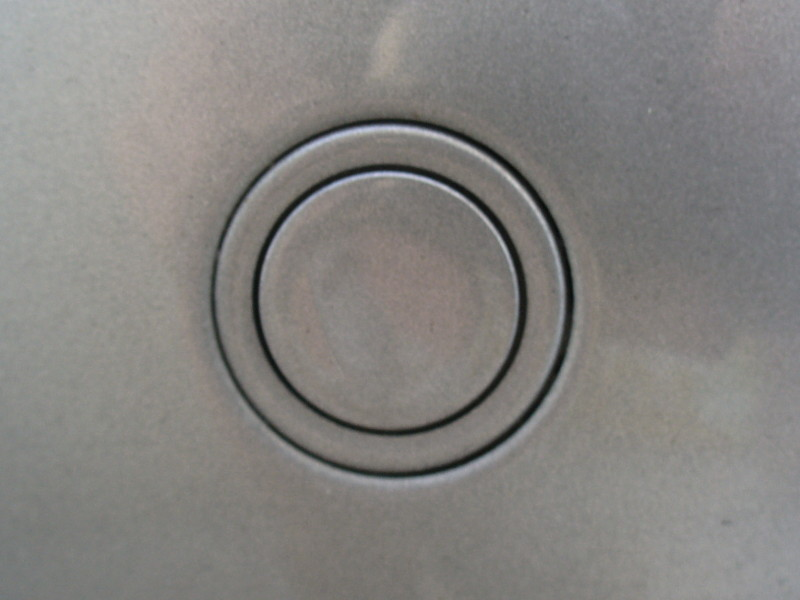
Зовнішній вигляд датчика

Паркувальний радар, Акустична паркувальна система (АПС), парктронік чи ультразвуковий датчик паркування — допоміжна паркувальна система, що встановлюється на деяких автомобілях.
Система використовує ультразвукові датчики, зазвичай вмонтовані в передній і задній бампери для вимірювання дистанції до найближчих об'єктів. Система видає переривчастий застережливий звук (також іноді відображає інформацію про дистанцію на дисплеї в атво або в дзеркалі заднього виду) для індикації того, як далеко знаходиться машина від перешкоди.
Коли відстань до перешкоди скорочується, застережливий сигнал збільшує частоту. Перші звуки він видає при наближенні до перешкоди на 1-2 метри, а при небезпечному зближенні з перешкодою (10-40 см) звуковий сигнал стає безперервним. У деяких моделях систему можна відключати, наприклад, на бездоріжжі. Зазвичай, система автоматично вмикається разом із задньою передачею (наприклад, електроживлення може подаватися від ланцюга ліхтаря заднього ходу).

## Парктронік
В Україні паркувальні радари вперше стали відомими під торговою маркою Парктронік (англ. Parktronic), так називається паркувальна система на автомобілях Mercedes-Benz. У зв'язку з цим у розмовній українській мові словом «парктронік» стали позначати паркувальні радари будь-яких виробників. Інші марки використовують інші назви: BMW і Audi на німецькому називають систему просто «допомогою при парковці» — Parkassistent. Audi також використовує скорочення APS, яке розшифровується як Audi Parkassistenzsysteme німецькою або Audi parking system англійською.

## Різновиди систем
Існує безліч різновидів паркувальних систем, що розрізняються, в основному, кількістю і розташуванням ультразвукових датчиків-випромінювачів. Найпростіші системи використовують два датчики, що встановлюються на задній бампер автомобіля. Система активується при включенні водієм передачі заднього ходу. Найпоширеніші аналогічні системи використовують 4 датчики, розташовані на задньому бампері на відстані 30-40 см один від одного. Таке розташування датчиків дозволяє виключити появу «мертвих зон». У складніших системах 2 або 4 датчики встановлюються на передній бампер. Система попереджує про наближення до перешкоди якщо натиснути на педаль гальма. Виняткові системи можуть використовувати більшу кількість датчиків, а також датчики, розташовані з боків автомобіля.
Як правило, блок індикації і блок управління з'єднуються за допомогою дроту прокладеного вздовж кузова автомобіля, але існують і бездротові системи, які відрізняються від інших зручністю при установці. Принцип роботи такої системи полягає в бездротовій передачі радіосигналу з блоку управління на блок індикації.

## Принцип дії
До складу системи входять:
- Електронний блок
- Ультразвукові датчики-випромінювачі
- Пристрої індикації (РК-дисплей) і звукового оповіщення (зумер)

Система працює за принципом ехолота. Датчик-випромінювач генерує ультразвуковий (порядку 40 кГц) імпульс і потім сприймає відбитий навколишніми об'єктами сигнал. Електронний блок вимірює час, що минув між випромінюванням і прийомом відбитого сигналу, і, приймаючи швидкість звуку у повітрі за константу, обчислює відстань до об'єкта. Таким чином, по черзі, опитуються декілька датчиків і на підставі отриманих відомостей виводиться інформація на пристрій індикації та, при необхідності, подаються попереджувальні сигнали з використанням пристрою звукового сповіщення.

## Застосування
Кілька років тому паркувальні радари встановлювалися лише на деякі комплектації дорогих автомобілів, таких як Ауді, БМВ, Мерседес-Бенц. Зараз, коли компоненти системи стали доступнішими, паркувальні радари штатно встановлюються різними виробниками в тому числі і бюджетних машин. У Росії завод АвтоВАЗ встановлює штатно паркувальний радар на автомобілі Лада Пріора в комплектації Люкс. Практично на будь-який автомобіль, на якому паркувальний радар відсутній штатно, його можна встановити як додаткову опцію. Автолюбителі, що мають деякі навички з ремонту та обслуговування автомобілів, купивши комплект для установки в магазині, можуть також самостійно встановити подібну систему на свій автомобіль.

## Особливості використання
Хоча система покликана допомагати автолюбителю, повністю покладатися на неї не можна. Незалежно від наявності системи, водій зобов'язаний візуально перевіряти відсутність будь-яких перешкод перед початком руху в будь-якому напрямку. Деякі об'єкти не можуть бути виявлені паркувальним радаром в силу фізичних принципів роботи, а деякі — можуть викликати помилкові спрацьовування системи.
Паркувальний радар може видавати помилкові сигнали в наступних випадках:
- Наявність льоду, снігу або інших забруднень на датчику.
- Перебування на дорозі з нерівною поверхнею, ґрунтовим покриттям, з ухилом.
- Рух по пересіченій місцевості.
- Наявність джерел підвищеного шуму в межах радіуса дії датчика.
- Робота в умовах сильного дощу або снігопаду.
- Робота радіопередавальних пристроїв у межах радіусу дії датчика.
- Буксирування причепа.
- Паркування в обмежених умовах (ефект луни).

Система може не зреагувати на такі предмети:
- Гострі або тонкі предмети, наприклад, ланцюги, троси, тонкі стовпчики.
- Предмети, які поглинають ультразвукове випромінювання (одяг, пористі матеріали, сніг).
- Предмети висотою менше 1 метра.
- Об'єкти, що відражають звук у бік від датчиків.

Система не може виявити провали в асфальті, відкриті колодязі, розкидані дрібні гострі предмети та інші небезпечні об'єкти, що розташовані поза полем зору датчиків.